# 세바짧은꼬리박쥐

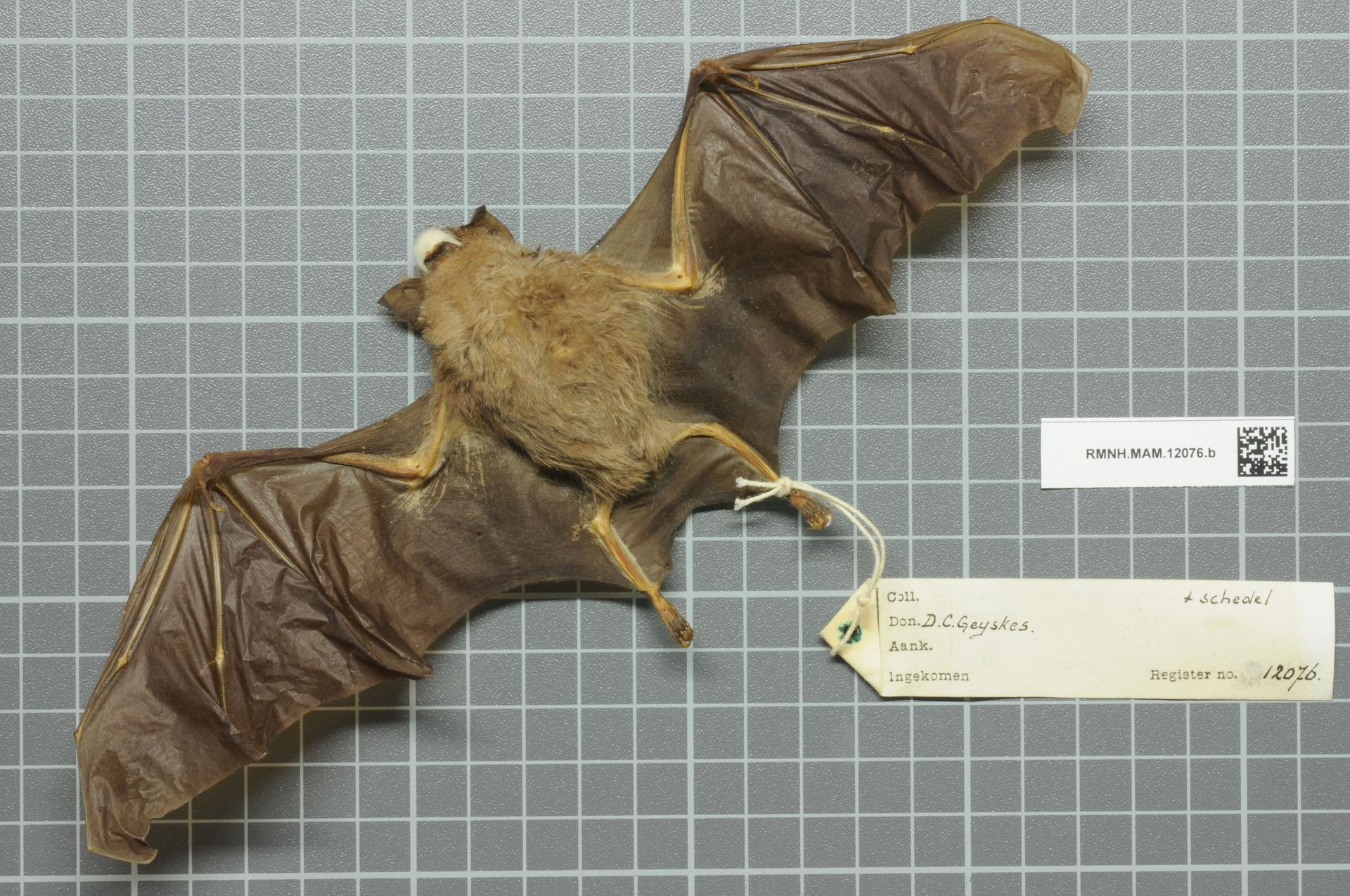
배쪽 표본

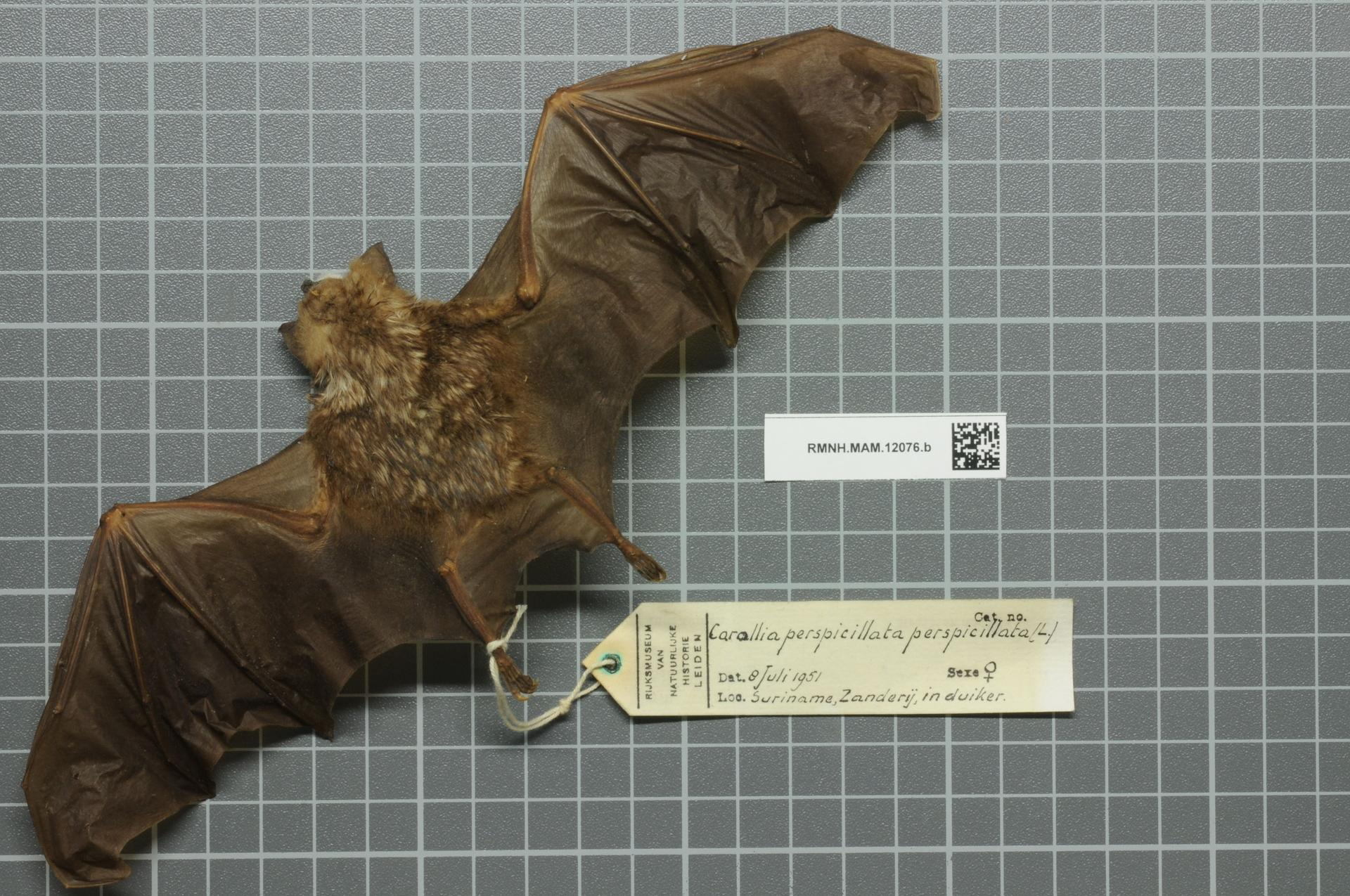
등쪽 표본

세바짧은꼬리박쥐(Carollia perspicillata)는 주걱박쥐과(신세계잎코박쥐류)에 속하는 박쥐의 일종이다. 중앙아메리카와 남아메리카 북부 지역 일부 그리고 앤틸리스 제도에서 발견된다.

## 특징
세바짧은꼬리박쥐는 소형 또는 중형 박쥐로 비교적 짧은 귀와 짧은 삼각형 코잎(비엽)을 갖고 있다. 털은 부드럽고 숱이 많으며 검은색부터 갈색과 회색까지 다양한 색깔을 띠고, 일부 지역에서 발견되는 종은 백피증을 보이거나 오렌지색을 띠기도 한다. 지역에 따라서 다양한 성적 이형성을 보인다. 콜롬비아에서는 종들 사이에 크기와 색깔이 차이가 없지만, 서인도 제도는 보통 암컷이 크고, 다른 지역에서는 수컷이 크다.
세바짧은꼬리박쥐는 후각이 아주 뛰어나며 시각적 민첩성이 좋고, 식충성 박쥐류와 대조적으로 청각기관이 덜 특수화되어 있다. 그러나 둥지로 돌아오는 주된 방법의 하나로써 아직 반향정위를 사용한다.